# 29. Oscar-gála
A 29. Oscar-gálát, a Filmakadémia díjátadóját 1957. március 27-én tartották.  A Variety magazin egy nappal a gálaest előtt megírta a nyertesek listáját, így elmaradtak a szokásos találgatások: ki nyer, ki veszít.[forrás?] Michael Wilson forgatókönyvíró 1952-ben Oscar-díjat kapott, 1956-os Szemben az erőszakkal c. műve elnyerte az Amerikai Írószövetség díját. Neve azonban szerepelt a stúdiók feketelistás személyei között, ezért kizárták az Oscar-versenyből. A nyertes The Brave One forgatókönyvíróját, bizonyos Mr. Robert Richet senki sem ismerte, csak évek múlva derült ki, hogy egy másik feketelistás, Dalton Trumbo rejtőzik ezen a néven.
Első alkalommal mind az öt jelölt film színes volt, és az eddigi különdíj helyett teljes értékű Oscart kapott a legjobb idegen nyelvű (nem angol nyelvű) film is. Másfél évvel halála után ismét jelölt volt James Dean a férfi főszereplő díjra.
Mike Todd producer és felesége, Elizabeth Taylor a 80 nap alatt a Föld körül népszerűsítésére körbeutazta a Földet, minden jelentősebb bemutatón személyesen vettek részt, Cannes-ban, Ausztráliában, Hongkongban és Moszkvában.

## Kategóriák és jelöltek
Nyertesek félkövérrel jelölve

### Legjobb film
- 80 nap alatt a Föld körül (Around the World in 80 Days) – Todd, United Artists – Michael Todd
  - Anna és a sziámi király (The King and I) – 20th Century-Fox – Charles Brackett
  - Óriás (Giant) – Warner Bros. – George Stevens és Henry Ginsberg
  - Szemben az erőszakkal[2] (Friendly Persuasion) – Allied Artists – William Wyler
  - Tízparancsolat (The Ten Commandments) – DeMille, Paramount – Cecil B. DeMille

### Legjobb színész
- Yul Brynner – Anna és a sziámi király (The King and I)
  - James Dean         – Óriás (Giant)
  - Kirk Douglas       – A nap szerelmese (Lust for Life)
  - Rock Hudson        – Óriás (Giant)
  - Laurence Olivier   – III. Richárd (Richard III)[3]

### Legjobb színésznő
- Ingrid Bergman – Anasztázia (Anastasia)[4]
  - Carroll Baker – Babuci (Baby Doll)[5]
  - Katharine Hepburn – Az esőcsináló (The Rainmaker)
  - Nancy Kelly – The Bad Seed
  - Deborah Kerr – Anna és a sziámi király (The King and I)

### Legjobb férfi mellékszereplő
- Anthony Quinn –  A nap szerelmese (Lust for Life)
  - Don Murray –  Buszmegálló (Bus Stop)
  - Anthony Perkins –  Szemben az erőszakkal (Friendly Persuasion)
  - Mickey Rooney –  The Bold and the Brave
  - Robert Stack –  Szélbe írva (Written on the Wind)[6]

### Legjobb női mellékszereplő
- Dorothy Malone – Szélbe írva (Written on the Wind)
  - Mildred Dunnock – Babuci (Baby Doll)
  - Eileen Heckart – The Bad Seed
  - Mercedes McCambridge – Óriás (Giant)
  - Patty McCormack – The Bad Seed

### Legjobb rendező
- George Stevens – Óriás (Giant)
  - Michael Anderson – 80 nap alatt a Föld körül (Around the World in 80 Days)
  - Walter Lang – Anna és a sziámi király (The King and I)
  - King Vidor – Háború és béke (War and Peace)
  - William Wyler – Szemben az erőszakkal (Friendly Persuasion)

### Legjobb eredeti történet
- The Brave One – Robert Rich (Dalton Trumbo álneve)[* 1]
  - The Eddy Duchin Story – Leo Katcher
  - High Society – Edward Bernds, Elwood Ullman[* 2]
  - Vágyakozás (Les Orgueilleux; francia–mexikói) – Jean-Paul Sartre
  - A sorompók lezárulnak (Umberto D.; olasz) – Cesare Zavattini

### Legjobb eredeti forgatókönyv
- The Red Balloon – Albert Lamorisse
  - The Bold and the Brave – Robert Lewin
  - Julie – Andrew L. Stone
  - Országúton (La Strada; olasz) – Federico Fellini, Tullio Pinelli
  - Betörő az albérlőm (The Ladykillers) – William Rose

### Legjobb adaptált forgatókönyv
- 80 nap alatt a Föld körül (Around the World in 80 Days) – John Farrow, S. J. Perelman, James Poe forgatókönyve Jules Verne regénye alapján
  - Babuci (Baby Doll) – Tennessee Williams saját színműveiből (Twenty-seven Wagons Full of Cotton és The Unsatisfactory Supper)
  - Szemben az erőszakkal (Friendly Persuasion) – Michael Wilson forgatókönyve Jessamyn West regénye alapján
  - Óriás (Giant) – Fred Guiol, Ivan Moffat forgatókönyve Edna Ferber regénye alapján
  - A nap szerelmese (Lust for Life) – Norman Corwin forgatókönyve Irving Stone regénye alapján

### Legjobb operatőr
- Joseph Ruttenberg –  Valaki odafönt (Somebody Up There Likes Me) (ff)
  - Babuci (Baby Doll) – Boris Kaufman
  - The Bad Seed – Harold Rosson
  - The Harder They Fall – Burnett Guffey
  - Stagecoach to Fury – Walter Strenge
- Lionel Lindon –  80 nap alatt a Föld körül (színes)
  - The Eddy Duchin Story – Harry Stradling
  - Anna és a sziámi király (The King and I) – Leon Shamroy
  - Tízparancsolat (The Ten Commandments) – Loyal Griggs
  - Háború és béke – Jack Cardiff

### Látványtervezés
Fekete-fehér filmek
- Cedric Gibbons, Malcolm F. Brown, Edwin B. Willis, F. Keogh Gleason – Valaki odafönt (Somebody Up There Likes Me)
  - Macujama Szó – A hét szamuráj (七人の侍, Sicsinin no szamurai; japán)
  - Hal Pereira, A. Earl Hedrick, Samuel M. Comer, Frank R. McKelvy – The Proud and Profane
  - Ross Bellah, William R. Kiernan, Louis Diage – The Solid Gold Cadillac
  - Lyle R. Wheeler, Jack Martin Smith, Walter M. Scott, Stuart A. Reiss – Teenage Rebel

Színes filmek
- Lyle R. Wheeler, John DeCuir, Walter M. Scott, Paul S. Fox – Anna és a sziámi király (The King and I)
  - James W. Sullivan, Ken Adam, Ross J. Dowd – 80 nap alatt a Föld körül (Around the World in 80 Days)
  - Boris Leven, Ralph S. Hurst – Óriás (Giant)
  - Cedric Gibbons, Hans Peters, E. Preston Ames, Edwin B. Willis, F. Keogh Gleason – A nap szerelmese (Lust for Life)
  - Hal Pereira, Walter H. Tyler, Albert Nozaki, Samuel M. Comer, Ray Moyer – Tízparancsolat (The Ten Commandments)

### Legjobb vágás
- 80 nap alatt a Föld körül (Around the World in 80 Days) – Gene Ruggiero, Paul Weatherwax
  - The Brave One – Merrill G. White
  - Óriás (Giant) – William Hornbeck, Philip W. Anderson, Fred Bohanan
  - Valaki odafönt (Somebody Up There Likes Me) – Albert Akst
  - Tízparancsolat (The Ten Commandments) – Anne Bauchens

### Legjobb vizuális effektus
- Tízparancsolat (The Ten Commandments) – John P. Fulton
  - Forbidden Planet – A. Arnold Gillespie, Irving Ries és Wesley C. Miller

### Legjobb idegen nyelvű film
- Országúton (La strada) (Olaszország) – Ponti-De Laurentiis Cinematografica – Dino De Laurentiis és Carlo Ponti producerek – Federico Fellini rendező
  - Köpenicki kapitány (Der Hauptmann von Köpenick) (Nyugat-Németország) – Real-Film GmbH – Trebitsch Gyula producer – Helmut Käutner rendező
  - Patkányfogó (Gervaise) (Franciaország) – Agnes Delahaie Productions, C. I. C. C. Films, Silver Films – Annie Dorfmann producer – René Clément rendező
  - Biruma no tategoto[* 3] (ビルマの竪琴/The Burmese Harp) (Japán) – Nikkatsu Corporation – Takaki Maszajuki producer – Icsikava Kon rendező
  - Megtört a jég (Qivitoq) (Dánia – grönlandi eszkimó nyelv) – Nordisk film – Erik Balling rendező

### Legjobb eredeti filmzene

#### Filmzene drámai filmben vagy vígjátékban
- 80 nap alatt a Föld körül (Around the World in 80 Days) – Victor Young (posztumusz)
  - Anasztázia (Anastasia) – Alfred Newman
  - Between Heaven and Hell – Hugo Friedhofer
  - Óriás (Giant) – Dimitri Tiomkin
  - Az esőcsináló (The Rainmaker) – Alex North

#### Filmzene musicalfilmben
- Anna és a sziámi király (The King and I) – Alfred Newman és Ken Darby
  - The Best Things in Life Are Free – Lionel Newman
  - The Eddy Duchin Story – Morris Stoloff és George Duning
  - Gazdagok és szerelmesek (High Society) – Johnny Green és Saul Chaplin
  - Meet Me in Las Vegas – Georgie Stoll és Johnny Green

## Statisztika

### Egynél több jelöléssel bíró filmek
- 10 : Óriás (Giant)
- 9 : Anna és a sziámi király (The King and I)
- 8 : 80 nap alatt a Föld körül (Around the World in 80 Days)
- 7 : Tízparancsolat (The Ten Commandments)
- 6 : Szemben az erőszakkal (Friendly Persuasion)
- 4 : Babuci (Baby Doll), The Bad Seed, The Eddy Duchin Story, A nap szerelmese (Lust for Life)
- 3 : The Brave One, Valaki odafönt (Somebody Up There Likes Me), War and Peace, Szélbe írva (Written on the Wind)
- 2 : Anasztázia (Anastasia), The Bold and the Brave, The Dark Wave, High Society, Julie, La Strada, The Proud and Profane, Az esőcsináló (The Rainmaker), A hét szamuráj (Sicsinin no szamurai), The Solid Gold Cadillac, Teenage Rebel

### Egynél több díjjal bíró filmek
- 5 : 80 nap alatt a Föld körül (Around the World in 80 Days), Anna és a sziámi király (The King and I)
- 2 : Valaki odafönt (Somebody Up There Likes Me)